# Davi Santos
Davi Santos (Rio de Janeiro, 1º de fevereiro de 1990) é um ator, roteirista, produtor e diretor norte-americano nascido no Brasil,  mais conhecido por seu papel como Sir Ivan, o ranger dourado, em Power Rangers: Dino Charge.

## Início da vida
Davi nasceu na cidade do Rio de Janeiro, Brasil, em 1º de fevereiro de 1990. No final de 1990, a família dele imigrou do Rio para a cidade de Nova Iorque, nos Estados Unidos. Ele foi criado em Astoria, um bairro no canto noroeste do Queens, em Nova Iorque. Começou a treinar artes marciais aos oito anos de idade. Ele possui uma segunda faixa preta de Dan em Karate Shotokan.
Davi frequentou a Escola de Artes Performáticas Profissionais junto com os atores Connor Paolo e Sarah Hyland. Ele se graduou na LaGuardia Arts "Fame" High School. Em 2008, matriculou-se no Macaulay Honors College na Universidade da Cidade de Nova Iorque (CUNY), onde elaborou os cursos customizados de sua especialização em Filosofia Cognitiva e Artes Teatrais.

## Carreira
Com formação em teatro e comerciais, Davi atuou Off-Broadway entre 2009 e 2012 em peças com estreia no New York Theatre Festival, Samuel French Play Festival e no New York International Fringe Festival. No final da adolescência, ele escreveu e apareceu na documentação sobre amadurecimento, Lone Prophet, utilizando a produção de filmes de guerrilha em apoio ao DREAM Act. Em 2010, atuou nos curtas The Support Group, como Juan, e Bemvindo, como Rafael. Em 2011, ele colaborou com Christopher J. Lopez na criação da Densely Hollow Films. Seu primerio trabalho como roteirista foi no curta The Cure, que estreou no Festival de Cannes 2012.
Em 2012, fez uma aparição em Chasing 8s. De setembro de 2012 a novembro de 2013, fez parte do elenco recorrente da sitcom americana Mr. Box Office, dando vida a Carlos. Enquanto isso apareceu na série da Nickelodeon How to Rock, interpretando Mark no episódio "How to Rock a Good Deed", exibido originalmente em 20 de outubro de 2012. Deu vida a Anthony Pizzoli no episódio "The Scarlet Neighbor..." da série da ABC Apartment 23, exibido em 8 de janeiro de 2013. Juntamente com Christopher James Lopez, estrelou, roteirizou, produziu, e dirigiu o filme Densely Hollow. O filme lançado em 21 de setembro de 2013, conta a história de um fugitivo que reabilita um jovem gênio à beira de um avanço tecnológico enquanto evita a mira da maior superpotência do mundo.
Em janeiro de 2014, estrelou o curta Amongst. Em maio do mesmo ano, estrelou o curta Week Night Stands. Ainda em 2014, fez aparições nas séries Switched at Birth, Mystery Girls e Preface to Being Jaded. Em março de 2015, fez uma aparição na série Chasing Life. Em junho de 2015, estrelou o curta de terror In the Deep. De agosto de 2015 a dezembro de 2016, estrelou as duas temporadas de série Power Rangers: Dino Charge, onde interpretou Sir Ivan de Zandar, o ranger dourado. Davi também deu vida ao descendente de Ivan, Zach, durante a segunda temporada da série.
Em janeiro de 2017, apareceu como Apollo no episódio "Queen for a Dawn" da terceira temporada da série da Disney XD Kirby Buckets. Em fevereiro produziu o curta Day Off. Logo em seguida estrelou o filme Something Like Summer, lançado em fevereiro de 2017 durante a Sydney Gay and Lesbian Mardi Gras, e oficialmente em junho do mesmo ano. O filme baseado no romance aclamado com o mesmo título, traça o relacionamento tumultuado de Ben e Tim, namorados secretos do colégio que cresceram ao longo dos anos e se tornaram inimigos adultos e amigos complicados. Fez uma aparição no filme de ficção científica The Man from Earth: Holocene. Em outubro de 2017, apareceu no epidódio "Who's Your Daddy" da nona temporada da sitcom Will & Grace. Ainda em outubro, Davi atuou no curta Margaux in America. Além de viver Andy Cano em três episódios da série criminal antologica da NBC Law & Order True Crime.
Em 2018, atuou e dirigiu o curta Devout. Em julho de 2018, Davi foi escalado como um dos atores principais da série dramática de fantasia da CBS All Access, Tell Me a Story. A primeira temporada da série foi ao ar de outubro de 2018 a janeiro de 2019, onde Davi viveu Gabe, um jovem vulnerável e com problemas de abandono. Integrou o elenco do filme de terror sobrenatural Polaroid, lançado em janeiro de 2019 na Alemanha e dirigido por Lars Klevberg. Atuou também no filme de terror 47 Meters Down: Uncaged, lançado em agosto daquele ano. O enredo segue um grupo de garotas que mergulham em uma cidade maia submersa, apenas para serem presas por um grupo de tubarões que estão nadando nela. Ainda em 2019 atuaria na série Untouched, mas ela acabou sendo cancelada pelo canal pago Freeform antes mesmo de sua estreia nos Estados Unidos.
Interpretou Hector Rodriguez no filme The Billionaire, lançado em setembro 2020. Em outubro do mesmo ano, reprisou seu personagem Sir Ivan, na segunda temporada da série Power Rangers: Beast Morphers. Ainda em outubro, atuou no filme Kappa Kappa Die, dirigido por Zelda Williams.

## Filmografia

### Filmes
| Título                       | Ano  | Aparece como | Aparece como | Aparece como | Aparece como | Aparece como | Papel             | Notas                                   | Ref.          |
| Título                       | Ano  | Ator         | Roteirista   | Produtor     | Diretor      | Outro        | Papel             | Notas                                   | Ref.          |
| ---------------------------- | ---- | ------------ | ------------ | ------------ | ------------ | ------------ | ----------------- | --------------------------------------- | ------------- |
| The Support Group            | 2010 | Yes          | Não          | Não          | Não          | Não          | Juan              | Curta-metragem                          | [ 11 ]        |
| Bemvindo                     | 2010 | Yes          | Não          | Não          | Não          | Não          | Rafael            | Curta-metragem                          | [ 12 ]        |
| The Cure                     | 2012 | Yes          | Yes          | Não          | Não          | Não          | Damien Villanueva | Curta-metragem                          | [ 49 ]        |
| Densely Hollow               | 2013 | Yes          | Yes          | Yes          | Yes          | Yes          | Abe               | Também como supervisor musical e editor | [ 19 ] [ 20 ] |
| Amongst                      | 2014 | Yes          | Não          | Não          | Não          | Não          | O Garoto          | Curta-metragem                          | [ 22 ]        |
| Week Night Stands            | 2014 | Yes          | Yes          | Yes          | Yes          | Não          | Scott             | Curta-metragem                          | [ 23 ]        |
| In the Deep                  | 2015 | Yes          | Não          | Não          | Não          | Yes          | Aden Mare         | Curta; Também como supervisor musical   | [ 28 ]        |
| Day Off                      | 2017 | Não          | Não          | Yes          | Não          | Não          |                   | Curta-metragem                          | [ 31 ]        |
| Something Like Summer        | 2017 | Yes          | Não          | Não          | Não          | Não          | Tim Wyman         |                                         | [ 32 ]        |
| The Man from Earth: Holocene | 2017 | Yes          | Não          | Não          | Não          | Não          | Segundo estudante | Aparição                                | [ 35 ]        |
| Margaux in America           | 2017 | Yes          | Não          | Não          | Não          | Não          | Emiliano          | Curta-metragem                          | [ 37 ]        |
| Devout                       | 2018 | Yes          | Não          | Yes          | Não          | Não          | Thales            | Curta-metragem                          | [ 39 ]        |
| Polaroid                     | 2019 | Yes          | Não          | Não          | Não          | Não          | Tyler             |                                         | [ 42 ]        |
| 47 Meters Down: Uncaged      | 2019 | Yes          | Não          | Não          | Não          | Não          | Ben               |                                         | [ 43 ]        |
| The Billionaire              | 2020 | Yes          | Não          | Não          | Não          | Não          | Hector Rodriguez  |                                         | [ 45 ]        |
| Kappa Kappa Die              | 2020 | Yes          | Não          | Não          | Não          | Não          | Derrick           |                                         | [ 47 ]        |

### Televisão
| Título                        | Ano       | Papel              | Notas                               | Ref.          |
| ----------------------------- | --------- | ------------------ | ----------------------------------- | ------------- |
| Chasing 8s                    | 2012      | Glen               | Episódio: "Twirl of Fate"           | [ 14 ]        |
| Mr. Box Office                | 2012–2013 | Carlos             | Recorrente                          | [ 15 ]        |
| How to Rock                   | 2012      | Mark               | Episódio: "How to Rock a Good Deed" | [ 50 ]        |
| Apartment 23                  | 2013      | Anthony Pizzoli    | Episódio: "The Scarlet Neighbor..." | [ 18 ] [ 51 ] |
| Switched at Birth             | 2014      | Martin             | Episódio: "Love Among the Ruins"    | [ 24 ]        |
| Mystery Girls                 | 2014      | Kyle               | Episódio: "High School Mystery"     | [ 52 ]        |
| Preface to Being Jaded        | 2014      | Jogador de futebol | Episódio: "Pretty Boys"             | [ 26 ]        |
| Chasing Life                  | 2015      | Rapaz              | Episódio: "Rest in Peace"           | [ 27 ]        |
| Power Rangers: Dino Charge    | 2015–2016 | Sir Ivan           | Regular                             | [ 2 ] [ 3 ]   |
| Power Rangers: Dino Charge    | 2015–2016 | Zach               | Participação (Tem. 2; Ep.16, 20)    | [ 29 ]        |
| Kirby Buckets                 | 2017      | Apollo             | Episódio: "Queen for a Dawn"        | [ 30 ]        |
| Will & Grace                  | 2017      | Sem nome           | Episódio: "Who's Your Daddy"        | [ 36 ]        |
| Law & Order True Crime        | 2017      | Andy Cano          | Participação (Ep. 2, 4–5)           | [ 38 ]        |
| Tell Me a Story               | 2018–2019 | Gabe Perez         | Regular (1ª temporada)              | [ 40 ]        |
| Power Rangers: Beast Morphers | 2020      | Sir Ivan           | Participação (Tem. 2; Ep. 12–13)    | [ 46 ]        |
| Good Sam                      | 2022      | Dr. Joey Costa     | Elenco principal                    |               |